# Pitbull (Rapper)/Auszeichnungen für Musikverkäufe

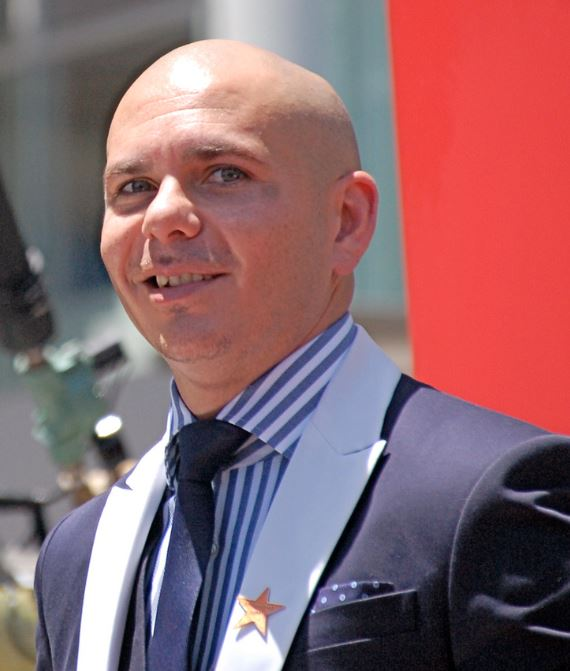
Pitbull (2013)

Dies ist eine Übersicht über die Auszeichnungen für Musikverkäufe des US-amerikanischen Sängers und Rappers Pitbull. Die Auszeichnungen finden sich nach ihrer Art (Gold, Platin usw.), nach Staaten getrennt in chronologischer Reihenfolge, geordnet sowie nach den Tonträgern selbst, ebenfalls in chronologischer Reihenfolge, getrennt nach Medium (Alben, Singles usw.), wieder.

## Auszeichnungen
| - Vereinigtes Königreich - 2013: für die Single All Night Long - 2014: für die Single I’m a Freak - 2022: für die Single Wild Wild Love - 2022: für die Single Rain Over Me - 2023: für die Single Hey Baby (Drop It To The Floor) - 2025: für die Single Greenlight - 2025: für die Single Dance Again - Australien - 2011: für die Single I Like How It Feels - 2013: für das Album Global Warming - 2013: für die Single Live It Up - 2013: für die Single Can’t Believe It - 2014: für die Single MMM Yeah - 2017: für die Single Fun - 2019: für die Single Get It Started - Belgien - 2009: für die Single I Know You Want Me (Calle Ocho) - 2011: für die Single DJ Got Us Fallin’ in Love - 2011: für die Single Rabiosa - 2011: für die Single I Like It - 2011: für die Autorenbeteiligung Loca (Shakira) - 2012: für die Single Rain Over Me - 2012: für die Single Dance Again - 2013: für die Single Feel This Moment - 2014: für die Single Timber - Brasilien - 2019: für die Single Carnaval - 2021: für die Single Get It Started - 2024: für die Single I Like It - 2024: für die Single Live It Up - Dänemark - 2010: für die Single I Like It - 2011: für die Autorenbeteiligung Loca (Shakira) - 2012: für die Single Rain Over Me - 2012: für das Streaming Back In Time - 2012: für die Single Dance Again - 2012: für das Streaming Get It Started - 2013: für die Single Feel This Moment - 2014: für die Single International Love - 2014: für die Single Timber - 2014: für das Streaming Wild Wild Love - 2014: für das Streaming We Are One (Ole Ola) - 2023: für die Single Hey Baby (Drop It To The Floor) - Deutschland - 2011: für die Single Rain Over Me - 2011: für die Autorenbeteiligung Loca (Shakira) - 2012: für die Single I Know You Want Me (Calle Ocho) - 2012: für die Single International Love - 2014: für die Single We Are One (Ole Ola) - 2018: für die Single I Like It - 2023: für die Single Hey Baby (Drop It To The Floor) - 2023: für die Single Fireball - 2025: für das Album Global Warming - Finnland - 2011: für die Single Give Me Everything - 2011: für die Single Rain Over Me - 2012: für die Single Dance Again - Frankreich - 2018: für die Single Timber - Italien - 2010: für die Single I Like It - 2012: für die Single Rock the Boat - 2012: für die Single International Love - 2014: für die Single DJ Got Us Fallin’ in Love - 2019: für die Single Tócame - 2021: für das Album Planet Pit - 2024: für die Single Hotel Room Service - 2024: für das Album Global Warming - Japan - 2012: für die Single Give Me Everything (Mobile Downloads) - 2012: für die Single On the Floor (Mobile Downloads) - 2014: für die Single DJ Got Us Fallin’ in Love (Digital) - 2014: für die Single International Love (Digital) - 2014: für die Single Don’t Stop the Party (Digital) - 2014: für die Single Timber (Digital) - 2014: für das Album Planet Pit - 2023: für das Streaming Timber - Kanada - 2009: für das Album Rebelution - 2012: für die Single Get It Started - 2013: für die Single Live It Up - 2016: für die Single Greenlight - 2021: für die Single Move to Miami - 2024: für die Autorenbeteiligung Loca (Shakira) - Mexiko - 2009: für das Album Rebelution - 2012: für die Single Bon, Bon - 2012: für die Single Get It Started - 2014: für die Single I Like How It Feels - 2014: für die Single I’m a Freak - 2014: für die Single We Are One (Ole Ola) - 2015: für die Single Hotel Room Service - 2016: für die Single El Taxi - 2017: für die Single Fun - 2017: für die Single Piensas (Dile la Verdad) - 2017: für die Single Baddest Girl in Town - 2019: für das Album Dale - 2019: für das Album Globalization - 2022: für die Single Move to Miami - Neuseeland - 2012: für die Single I’m All Yours - 2015: für die Single I Like How It Feels - 2016: für die Single Wild Wild Love - 2019: für das Album Climate Change - 2020: für das Album Rebelution - Niederlande - 2009: für die Single I Know You Want Me (Calle Ocho) - Österreich - 2011: für die Single I Like It - 2011: für die Single DJ Got Us Fallin’ in Love - 2011: für das Album Planet Pit - 2011: für die Autorenbeteiligung Loca (Shakira) - 2012: für die Single Rain Over Me - 2012: für die Single International Love - 2013: für die Single Dance Again - 2014: für die Single Hey Baby (Drop It To The Floor) - Polen - 2015: für die Single Back It Up - 2024: für die Single Bailar (Remix) - 2025: für das Album Globalization - Portugal - 2022: für die Single Feel This Moment - Schweden - 2010: für die Single DJ Got Us Fallin’ in Love - 2011: für die Autorenbeteiligung Loca (Shakira) - 2013: für das Album Global Warming - Schweiz - 2009: für die Single I Know You Want Me (Calle Ocho) - 2010: für die Single I Like It - 2011: für die Single Hey Baby (Drop It To The Floor) - 2011: für die Single Rabiosa - 2012: für das Album Planet Pit - 2012: für die Single There She Goes - 2014: für die Single We Are One (Ole Ola) - Singapur - 2019: für das Album Planet Pit - 2021: für das Album Globalization - Spanien - 2012: für die Single Dance Again - 2013: für das Streaming Feel This Moment - 2014: für das Streaming We Are One (Ole Ola) - 2014: für das Streaming Fireball - 2016: für die Single Back It Up - 2024: für die Single Como yo le doy - 2024: für die Single No Lo Trates - 2024: für die Single Ten Cuidado - 2024: für die Single We Are One (Ole Ola) - Ungarn - 2012: für das Album Planet Pit - Vereinigte Staaten - 2005: für das Album M.I.A.M.I. - 2009: für die Single Krazy - 2011: für das Album Armando - 2014: für die Single MMM Yeah - 2017: für die Single Messin’ Around - 2019: für die Single Hey Ma (Latin) - 2021: für die Single Back It Up - 2022: für die Single Bon, Bon - 2022: für die Single Greenlight - 2022: für die Single Shut It Down - 2022: für die Single We Are One (Ole Ola) - 2022: für die Single Discoteca - Vereinigtes Königreich - 2018: für die Single Don’t Stop the Party - 2019: für das Album Global Warming - 2020: für die Single Danza Kuduro | - Australien - 2009: für die Single I Know You Want Me (Calle Ocho) - 2011: für das Album Planet Pit - 2012: für die Single Dance Again - 2014: für die Single Wild Wild Love - 2017: für die Single Shut It Down - 2017: für die Single Fireball - 2022: für das Album Greatest Hits - Belgien - 2011: für die Single Give Me Everything - 2012: für die Single On the Floor - Dänemark - 2011: für das Streaming On the Floor - 2011: für das Streaming Give Me Everything - 2012: für das Streaming Rain Over Me - 2012: für das Streaming Dance Again - 2014: für das Streaming Feel This Moment - 2014: für das Streaming Can’t Believe It - 2014: für das Streaming MMM Yeah - 2020: für die Single DJ Got Us Fallin’ in Love - 2022: für das Album Globalization - 2022: für das Album Global Warming - 2022: für das Album Planet Pit - 2023: für die Single Fireball - 2024: für die Single Hotel Room Service - 2025: für die Single I Know You Want Me (Calle Ocho) - Deutschland - 2012: für die Single Back in Time - 2014: für die Single Feel This Moment - 2023: für die Single Dance Again - 2023: für die Single Hotel Room Service - 2023: für die Single Time of Our Lives - 2024: für das Album Planet Pit - Finnland - 2011: für die Single On the Floor - Frankreich - 2012: für das Album Planet Pit - 2025: für das Album Greatest Hits - Indonesien - 2010: für das Album Rebelution - Italien - 2010: für die Single Rabiosa - 2012: für die Single Dance Again - 2013: für die Single Feel This Moment - 2014: für die Single Rain Over Me - 2014: für die Single We Are One (Ole Ola) - 2015: für die Single Time of Our Lives - 2015: für die Single Fireball - 2017: für die Single Hey Ma - 2024: für die Single I Know You Want Me (Calle Ocho) - Japan - 2014: für die Single On the Floor (Digital) - Kanada - 2010: für den Ringtone Hotel Room Service - 2010: für die Single Shut It Down - 2011: für das Album Planet Pit - 2012: für die Single I Like How It Feels - 2012: für die Single Dance Again - 2013: für das Album Global Warming - 2014: für die Single Fireball - 2014: für die Single Wild Wild Love - Mexiko - 2012: für die Single DJ Got Us Fallin’ in Love - 2013: für die Single Hey Baby (Drop It to the Floor) - 2016: für die Single Fireball - 2019: für das Album Global Warming - 2025: für die Autorenbeteiligung Loca (Shakira) - Neuseeland - 2009: für die Single I Know You Want Me (Calle Ocho) - 2011: für die Single I Like It - 2012: für die Single We Run the Night - 2015: für die Single Rain Over Me - 2015: für die Single Hey Baby (Drop It To The Floor) - 2016: für die Single Don’t Stop the Party - 2022: für das Album Globalization - 2023: für die Single Hotel Room Service - 2024: für die Single Fireball - Österreich - 2011: für die Single Give Me Everything - 2012: für die Single Back in Time - 2015: für die Single Feel This Moment - 2015: für die Single Timber - Polen - 2012: für das Album Pitbull: Free Agent - 2014: für das Album Global Warming - Russland - 2011: für die Single Give Me Everything - 2011: für die Single On the Floor - Schweden - 2012: für die Single All Night Long - 2012: für das Album Planet Pit - 2013: für die Single Dance Again - 2013: für die Single Feel This Moment - 2013: für die Single Timber - 2015: für die Single Time of Our Lives - Schweiz - 2011: für die Single DJ Got Us Fallin’ in Love - 2011: für die Autorenbeteiligung Loca (Shakira) - 2012: für die Single International Love - 2012: für die Single Back in Time - 2013: für die Single Feel This Moment - 2014: für die Single Timber - Spanien - 2010: für die Single I Like It - 2011: für die Single Rain Over Me - 2011: für die Single Rabiosa - 2011: für die Single Rain Over Me - 2014: für die Single Fireball - 2015: für die Single Time of Our Lives - 2015: für die Single Piensas (Dile la Verdad) - 2024: für die Single Feel This Moment - 2024: für die Single Echa Pa’lla (Manos Pa’rriba) - 2024: für die Single DJ Got Us Fallin’ in Love - 2025: für das Lied Mr. Moondial - 2025: für die Single International Love - Vereinigte Staaten - 2012: für die Single Dance Again - 2012: für die Single We Run the Night - 2016: für die Single Booty - 2020: für das Album Globalization - 2021: für das Album Libertad 548 (Latin) - 2021: für die Single El Taxi (Latin) - 2022: für die Single Ten Cuidado (Latin) - 2022: für das Lied Shake Señora - 2022: für die Single Fun - 2022: für die Single Wild Wild Love - 2022: für die Single Te Quiero Baby (I Love You Baby) (Latin) - Vereinigtes Königreich - 2022: für die Single Hotel Room Service - 2022: für die Single I Know You Want Me (Calle Ocho) - 2022: für die Single Feel This Moment - 2022: für die Single International Love - 2023: für das Album Greatest Hits - 2023: für die Single I Like It - 2024: für die Single Fireball - 2025: für das Album Planet Pit - Deutschland - 2023: für die Single There She Goes - Mexiko - 2013: für die Single Back in Time - 2013: für die Single Don’t Stop the Party - 2014: für die Single International Love - 2019: für das Album Planet Pit | - Australien - 2011: für die Single Rain Over Me - 2013: für die Single I’m All Yours - 2013: für die Single Don’t Stop the Party - 2017: für die Single Hotel Room Service - 2017: für die Single Time of Our Lives - Brasilien - 2021: für die Single Rabiosa - 2021: für die Autorenbeteiligung Loca (Shakira) - Dänemark - 2012: für das Streaming International Love - 2023: für die Single Time of Our Lives - 2023: für die Single Give Me Everything - 2024: für die Single On the Floor - Deutschland - 2023: für die Single DJ Got Us Fallin’ in Love - 2025: für die Single Give Me Everything - Italien - 2012: für die Single Give Me Everything - 2013: für die Autorenbeteiligung Loca (Shakira) - 2018: für die Single El Taxi - Kanada - 2010: für die Single Hotel Room Service - 2010: für die Single DJ Got Us Fallin’ in Love - 2013: für die Single Rain Over Me - Mexiko - 2012: für die Single Give Me Everything - 2014: für die Single Rain Over Me - 2016: für die Single Timber - Neuseeland - 2024: für das Album Global Warming - 2024: für das Album Planet Pit - 2024: für die Single Feel This Moment - 2024: für die Single International Love - Polen - 2024: für das Album Planet Pit - Portugal - 2024: für die Single Give Me Everything - Schweden - 2011: für die Single On the Floor - 2012: für die Single Rain Over Me - Schweiz - 2011: für die Autorenbeteiligung Loca (Shakira) - 2012: für die Single Give Me Everything - 2012: für die Single Rain Over Me - Spanien - 2014: für das Streaming Timber - 2015: für die Single El Taxi - 2024: für die Single Give Me Everything - Vereinigte Staaten - 2009: für die Single I Know You Want Me (Calle Ocho) - 2014: für die Single Don’t Stop the Party - 2020: für die Single Back in Time - 2020: für das Album Global Warming - 2020: für das Album Planet Pit - 2020: für die Single Rain Over Me - 2020: für die Single Hotel Room Service - 2022: für das Lied Me quedaré contigo (Latin) - Vereinigtes Königreich - 2024: für die Single DJ Got Us Fallin’ in Love - 2024: für die Single Time of Our Lives - Mexiko - 2013: für die Single Feel This Moment - 2020: für die Single Dance Again - Australien - 2012: für die Single Throw Your Hands Up - 2012: für die Single Back In Time - 2013: für die Single Feel This Moment - 2017: für die Single Hey Baby (Drop It to the Floor) - 2017: für die Single International Love - Indien - 2011: für das Album Planet Pit - Italien - 2011: für die Single On the Floor - 2014: für die Single Timber - Kanada - 2011: für die Single Hey Baby (Drop It To The Floor) - 2012: für die Single I Like It - 2013: für die Single International Love - 2013: für die Single Don’t Stop the Party - Mexiko - 2025: für die Single Rabiosa - Neuseeland - 2023: für die Single Options - Norwegen - 2012: für die Single International Love - Schweden - 2012: für die Single Hey Baby (Drop It to the Floor) - Spanien - 2009: für die Single I Know You Want Me (Calle Ocho) - 2011: für die Single On the Floor - 2017: für die Single Hey Ma - 2025: für die Single Timber - Vereinigte Staaten - 2011: für die Single I Like It - 2011: für die Single On the Floor - Vereinigtes Königreich - 2023: für die Single Give Me Everything - 2024: für die Single On the Floor - Deutschland - 2023: für die Single On the Floor - Australien - 2011: für die Single On the Floor - 2015: für die Single I Like It - Dänemark - 2014: für das Streaming Timber - Kanada - 2013: für die Single Feel This Moment - 2014: für die Single Back in Time - 2018: für die Single I Know You Want Me (Calle Ocho) - Neuseeland - 2025: für die Single On the Floor - 2025: für die Single DJ Got Us Fallin’ in Love - Norwegen - 2012: für die Single Hey Baby (Drop It to the Floor) - Schweiz - 2012: für die Single On the Floor - Spanien - 2017: für die Single Ay Mi Dios - Vereinigte Staaten - 2020: für die Single Feel This Moment - 2022: für die Single Hey Baby (Drop It to the Floor) - 2022: für die Single International Love - 2022: für die Single Fireball - Vereinigtes Königreich - 2024: für die Single Timber - Kanada - 2012: für die Single On the Floor - Neuseeland - 2024: für die Single Time of Our Lives - 2024: für die Single Timber - 2025: für die Single Give Me Everything - Norwegen - 2012: für die Single Rain Over Me - Schweden - 2012: für die Single Give Me Everything - 2012: für die Single Ai Se Eu Te Pego (If I Get Ya) - Vereinigte Staaten - 2022: für die Single Time of Our Lives - Australien - 2011: für die Single Give Me Everything - 2018: für die Single DJ Got Us Fallin’ in Love - 2024: für die Single We Run the Night - Australien - 2017: für die Single Timber - Kanada - 2013: für die Single Give Me Everything - 2014: für die Single Timber - Norwegen - 2012: für die Single Give Me Everything - Vereinigte Staaten - 2018: für die Single Dame tu cosita (Latin) - Vereinigte Staaten - 2018: für die Single Ay Mi Dios (Latin) - 2024: für die Single DJ Got Us Fallin’ in Love - Vereinigte Staaten - 2022: für die Single No Lo Trates (Latin) - Norwegen - 2014: für die Single Timber - Deutschland - 2022: für die Single Timber - Mexiko - 2025: für die Autorenbeteiligung Loca (Shakira) - Vereinigte Staaten - 2022: für die Single Timber - 2024: für die Single Give Me Everything - Brasilien - 2024: für die Single On the Floor |

## Auszeichnungen nach Alben

### M.I.A.M.I.
| Land/Region               | Auszeichnungen für Musikverkäufe (Land/Region, Auszeichnung, Verkäufe) | Verkäufe |
| ------------------------- | ---------------------------------------------------------------------- | -------- |
| Vereinigte Staaten (RIAA) | Gold                                                                   | 500.000  |
| Insgesamt                 | 1× Gold ·                                                              | 500.000  |

### El Mariel
| Land/Region               | Auszeichnungen für Musikverkäufe (Land/Region, Auszeichnung, Verkäufe) | Verkäufe |
| ------------------------- | ---------------------------------------------------------------------- | -------- |
| Vereinigte Staaten (RIAA) | —                                                                      | 214.000  |
| Insgesamt                 | —                                                                      | 214.000  |

### Rebelution
| Land/Region               | Auszeichnungen für Musikverkäufe (Land/Region, Auszeichnung, Verkäufe) | Verkäufe |
| ------------------------- | ---------------------------------------------------------------------- | -------- |
| Indonesien (ASIRI)        | Platin                                                                 | 10.000   |
| Kanada (MC)               | Gold                                                                   | 40.000   |
| Mexiko (AMPROFON)         | Gold                                                                   | 30.000   |
| Neuseeland (RMNZ)         | Gold                                                                   | 7.500    |
| Vereinigte Staaten (RIAA) | Gold                                                                   | 500.000  |
| Insgesamt                 | 4× Gold · 1× Platin ·                                                  | 587.500  |

### Armando
| Land/Region               | Auszeichnungen für Musikverkäufe (Land/Region, Auszeichnung, Verkäufe) | Verkäufe |
| ------------------------- | ---------------------------------------------------------------------- | -------- |
| Vereinigte Staaten (RIAA) | Gold                                                                   | 500.000  |
| Insgesamt                 | 1× Gold ·                                                              | 500.000  |

### Pitbull: Free Agent
| Land/Region  | Auszeichnungen für Musikverkäufe (Land/Region, Auszeichnung, Verkäufe) | Verkäufe |
| ------------ | ---------------------------------------------------------------------- | -------- |
| Polen (ZPAV) | Platin                                                                 | 20.000   |
| Insgesamt    | 1× Platin ·                                                            | 20.000   |

### Planet Pit
| Land/Region                  | Auszeichnungen für Musikverkäufe (Land/Region, Auszeichnung, Verkäufe) | Verkäufe  |
| ---------------------------- | ---------------------------------------------------------------------- | --------- |
| Australien (ARIA)            | Platin                                                                 | 70.000    |
| Dänemark (IFPI)              | Platin                                                                 | 20.000    |
| Deutschland (BVMI)           | Platin                                                                 | 200.000   |
| Frankreich (SNEP)            | Platin                                                                 | 100.000   |
| Indien (IMI)                 | 3× Platin                                                              | 18.000    |
| Italien (FIMI)               | Gold                                                                   | 25.000    |
| Japan (RIAJ)                 | Gold                                                                   | 100.000   |
| Kanada (MC)                  | Platin                                                                 | 80.000    |
| Mexiko (AMPROFON)            | 3× Gold                                                                | 90.000    |
| Neuseeland (RMNZ)            | 2× Platin                                                              | 30.000    |
| Österreich (IFPI)            | Gold                                                                   | 10.000    |
| Polen (ZPAV)                 | 2× Platin                                                              | 40.000    |
| Schweden (IFPI)              | Platin                                                                 | 40.000    |
| Schweiz (IFPI)               | Gold                                                                   | 15.000    |
| Singapur (RIAS)              | Gold                                                                   | 5.000     |
| Ungarn (MAHASZ)              | Gold                                                                   | 3.000     |
| Vereinigte Staaten (RIAA)    | 2× Platin                                                              | 2.000.000 |
| Vereinigtes Königreich (BPI) | Platin                                                                 | 300.000   |
| Insgesamt                    | 7× Gold · 17× Platin ·                                                 | 3.276.000 |

### Global Warming
| Land/Region                  | Auszeichnungen für Musikverkäufe (Land/Region, Auszeichnung, Verkäufe) | Verkäufe  |
| ---------------------------- | ---------------------------------------------------------------------- | --------- |
| Australien (ARIA)            | Gold                                                                   | 35.000    |
| Dänemark (IFPI)              | Platin                                                                 | 20.000    |
| Deutschland (BVMI)           | Gold                                                                   | 100.000   |
| Italien (FIMI)               | Gold                                                                   | 50.000    |
| Kanada (MC)                  | Platin                                                                 | 80.000    |
| Mexiko (AMPROFON)            | Platin                                                                 | 60.000    |
| Neuseeland (RMNZ)            | 2× Platin                                                              | 30.000    |
| Polen (ZPAV)                 | Platin                                                                 | 20.000    |
| Schweden (IFPI)              | Gold                                                                   | 20.000    |
| Vereinigte Staaten (RIAA)    | 2× Platin                                                              | 2.000.000 |
| Vereinigtes Königreich (BPI) | Gold                                                                   | 100.000   |
| Insgesamt                    | 5× Gold · 8× Platin ·                                                  | 2.490.000 |

### Globalization
| Land/Region               | Auszeichnungen für Musikverkäufe (Land/Region, Auszeichnung, Verkäufe) | Verkäufe  |
| ------------------------- | ---------------------------------------------------------------------- | --------- |
| Dänemark (IFPI)           | Platin                                                                 | 20.000    |
| Mexiko (AMPROFON)         | Gold                                                                   | 30.000    |
| Neuseeland (RMNZ)         | Platin                                                                 | 15.000    |
| Polen (ZPAV)              | Gold                                                                   | 15.000    |
| Singapur (RIAS)           | Gold                                                                   | 5.000     |
| Vereinigte Staaten (RIAA) | Platin                                                                 | 1.000.000 |
| Insgesamt                 | 3× Gold · 3× Platin ·                                                  | 1.085.000 |

### Dale
| Land/Region       | Auszeichnungen für Musikverkäufe (Land/Region, Auszeichnung, Verkäufe) | Verkäufe |
| ----------------- | ---------------------------------------------------------------------- | -------- |
| Mexiko (AMPROFON) | Gold                                                                   | 30.000   |
| Insgesamt         | 1× Gold ·                                                              | 30.000   |

### Greatest Hits
| Land/Region                  | Auszeichnungen für Musikverkäufe (Land/Region, Auszeichnung, Verkäufe) | Verkäufe |
| ---------------------------- | ---------------------------------------------------------------------- | -------- |
| Australien (ARIA)            | Platin                                                                 | 70.000   |
| Frankreich (SNEP)            | Platin                                                                 | 100.000  |
| Vereinigtes Königreich (BPI) | Platin                                                                 | 300.000  |
| Insgesamt                    | 3× Platin ·                                                            | 470.000  |

### Climate Change
| Land/Region       | Auszeichnungen für Musikverkäufe (Land/Region, Auszeichnung, Verkäufe) | Verkäufe |
| ----------------- | ---------------------------------------------------------------------- | -------- |
| Neuseeland (RMNZ) | Gold                                                                   | 7.500    |
| Insgesamt         | 1× Gold ·                                                              | 7.500    |

### Libertad 548
| Land/Region               | Auszeichnungen für Musikverkäufe (Land/Region, Auszeichnung, Verkäufe) | Verkäufe |
| ------------------------- | ---------------------------------------------------------------------- | -------- |
| Vereinigte Staaten (RIAA) | 2× Platin                                                              | 120.000  |
| Insgesamt                 | 2× Platin ·                                                            | 120.000  |

## Auszeichnungen nach Singles

### Krazy
| Land/Region               | Auszeichnungen für Musikverkäufe (Land/Region, Auszeichnung, Verkäufe) | Verkäufe |
| ------------------------- | ---------------------------------------------------------------------- | -------- |
| Südkorea (KMCA)           | —                                                                      | 90.117   |
| Vereinigte Staaten (RIAA) | Gold                                                                   | 500.000  |
| Insgesamt                 | 1× Gold ·                                                              | 590.117  |

### I Know You Want Me (Calle Ocho)
| Land/Region                  | Auszeichnungen für Musikverkäufe (Land/Region, Auszeichnung, Verkäufe) | Verkäufe  |
| ---------------------------- | ---------------------------------------------------------------------- | --------- |
| Australien (ARIA)            | Platin                                                                 | 70.000    |
| Belgien (BRMA)               | Gold                                                                   | 15.000    |
| Dänemark (IFPI)              | Platin                                                                 | 90.000    |
| Deutschland (BVMI)           | Gold                                                                   | 150.000   |
| Italien (FIMI)               | Platin                                                                 | 100.000   |
| Kanada (MC)                  | 4× Platin                                                              | 320.000   |
| Neuseeland (RMNZ)            | Platin                                                                 | 15.000    |
| Niederlande (NVPI)           | Gold                                                                   | 25.000    |
| Schweiz (IFPI)               | Gold                                                                   | 15.000    |
| Spanien (Promusicae)         | 3× Platin                                                              | 120.000   |
| Südkorea (KMCA)              | —                                                                      | 103.666   |
| Vereinigte Staaten (RIAA)    | 2× Platin                                                              | 2.000.000 |
| Vereinigtes Königreich (BPI) | Platin                                                                 | 600.000   |
| Insgesamt                    | 4× Gold · 14× Platin ·                                                 | 3.623.666 |

### Hotel Room Service
| Land/Region                  | Auszeichnungen für Musikverkäufe (Land/Region, Auszeichnung, Verkäufe) | Verkäufe  |
| ---------------------------- | ---------------------------------------------------------------------- | --------- |
| Australien (ARIA)            | 2× Platin                                                              | 140.000   |
| Dänemark (IFPI)              | Platin                                                                 | 90.000    |
| Deutschland (BVMI)           | Platin                                                                 | 300.000   |
| Frankreich (SNEP)            | Gold                                                                   | 50.000    |
| Kanada (MC)                  | 2× Platin (Download) · + Platin (Ringtone)                             | 120.000   |
| Mexiko (AMPROFON)            | Gold                                                                   | 30.000    |
| Neuseeland (RMNZ)            | Platin                                                                 | 30.000    |
| Südkorea (KMCA)              | —                                                                      | 121.360   |
| Vereinigte Staaten (RIAA)    | 2× Platin                                                              | 2.000.000 |
| Vereinigtes Königreich (BPI) | Platin                                                                 | 600.000   |
| Insgesamt                    | 2× Gold · 11× Platin ·                                                 | 3.481.360 |

### Hotel Room Service (Remix)
| Land/Region     | Auszeichnungen für Musikverkäufe (Land/Region, Auszeichnung, Verkäufe) | Verkäufe |
| --------------- | ---------------------------------------------------------------------- | -------- |
| Südkorea (KMCA) | —                                                                      | 88.949   |
| Insgesamt       | —                                                                      | 88.949   |

### Shut It Down
| Land/Region               | Auszeichnungen für Musikverkäufe (Land/Region, Auszeichnung, Verkäufe) | Verkäufe |
| ------------------------- | ---------------------------------------------------------------------- | -------- |
| Australien (ARIA)         | Platin                                                                 | 70.000   |
| Kanada (MC)               | Platin                                                                 | 40.000   |
| Vereinigte Staaten (RIAA) | Gold                                                                   | 500.000  |
| Insgesamt                 | 1× Gold · 2× Platin ·                                                  | 610.000  |

### All Night Long
| Land/Region                  | Auszeichnungen für Musikverkäufe (Land/Region, Auszeichnung, Verkäufe) | Verkäufe |
| ---------------------------- | ---------------------------------------------------------------------- | -------- |
| Schweden (IFPI)              | Platin                                                                 | 40.000   |
| Vereinigtes Königreich (BPI) | Silber                                                                 | 200.000  |
| Insgesamt                    | 1× Silber · 1× Platin ·                                                | 240.000  |

### I Like It
| Land/Region                  | Auszeichnungen für Musikverkäufe (Land/Region, Auszeichnung, Verkäufe) | Verkäufe  |
| ---------------------------- | ---------------------------------------------------------------------- | --------- |
| Australien (ARIA)            | 4× Platin                                                              | 280.000   |
| Belgien (BRMA)               | Gold                                                                   | 15.000    |
| Brasilien (PMB)              | Gold                                                                   | 30.000    |
| Dänemark (IFPI)              | Gold                                                                   | 15.000    |
| Deutschland (BVMI)           | Gold                                                                   | 150.000   |
| Frankreich (SNEP)            | —                                                                      | 70.400    |
| Italien (FIMI)               | Gold                                                                   | 15.000    |
| Kanada (MC)                  | 3× Platin                                                              | 240.000   |
| Neuseeland (RMNZ)            | Platin                                                                 | 15.000    |
| Österreich (IFPI)            | Gold                                                                   | 15.000    |
| Schweiz (IFPI)               | Gold                                                                   | 15.000    |
| Spanien (Promusicae)         | Platin                                                                 | 40.000    |
| Vereinigte Staaten (RIAA)    | 3× Platin                                                              | 4.081.000 |
| Vereinigtes Königreich (BPI) | Platin                                                                 | 600.000   |
| Insgesamt                    | 7× Gold · 13× Platin ·                                                 | 5.581.400 |

### DJ Got Us Fallin’ in Love
| Land/Region                  | Auszeichnungen für Musikverkäufe (Land/Region, Auszeichnung, Verkäufe) | Verkäufe   |
| ---------------------------- | ---------------------------------------------------------------------- | ---------- |
| Australien (ARIA)            | 6× Platin                                                              | 420.000    |
| Belgien (BRMA)               | Gold                                                                   | 15.000     |
| Dänemark (IFPI)              | Platin                                                                 | 90.000     |
| Deutschland (BVMI)           | 2× Platin                                                              | 600.000    |
| Frankreich (SNEP)            | —                                                                      | 85.700     |
| Italien (FIMI)               | Gold                                                                   | 15.000     |
| Japan (RIAJ)                 | Gold                                                                   | 100.000    |
| Kanada (MC)                  | 2× Platin                                                              | 160.000    |
| Mexiko (AMPROFON)            | Platin                                                                 | 60.000     |
| Neuseeland (RMNZ)            | 4× Platin                                                              | 120.000    |
| Österreich (IFPI)            | Gold                                                                   | 15.000     |
| Schweden (IFPI)              | Gold                                                                   | 20.000     |
| Schweiz (IFPI)               | Platin                                                                 | 30.000     |
| Spanien (Promusicae)         | Platin                                                                 | 60.000     |
| Südkorea (KMCA)              | —                                                                      | 801.627    |
| Vereinigte Staaten (RIAA)    | 8× Platin                                                              | 8.000.000  |
| Vereinigtes Königreich (BPI) | 2× Platin                                                              | 1.200.000  |
| Insgesamt                    | 5× Gold · 27× Platin ·                                                 | 11.792.327 |

### Hey Baby (Drop It to the Floor)
| Land/Region                  | Auszeichnungen für Musikverkäufe (Land/Region, Auszeichnung, Verkäufe) | Verkäufe  |
| ---------------------------- | ---------------------------------------------------------------------- | --------- |
| Australien (ARIA)            | 3× Platin                                                              | 210.000   |
| Dänemark (IFPI)              | Gold                                                                   | 45.000    |
| Deutschland (BVMI)           | Gold                                                                   | 150.000   |
| Frankreich (SNEP)            | —                                                                      | 52.600    |
| Kanada (MC)                  | 3× Platin                                                              | 240.000   |
| Mexiko (AMPROFON)            | Platin                                                                 | 60.000    |
| Neuseeland (RMNZ)            | Platin                                                                 | 15.000    |
| Norwegen (IFPI)              | 4× Platin                                                              | 40.000    |
| Österreich (IFPI)            | Gold                                                                   | 15.000    |
| Schweden (IFPI)              | 3× Platin                                                              | 120.000   |
| Schweiz (IFPI)               | Gold                                                                   | 15.000    |
| Südkorea (KMCA)              | —                                                                      | 77.244    |
| Vereinigte Staaten (RIAA)    | 4× Platin                                                              | 4.000.000 |
| Vereinigtes Königreich (BPI) | Silber                                                                 | 200.000   |
| Insgesamt                    | 1× Silber · 4× Gold · 19× Platin ·                                     | 5.239.844 |

### Bon, Bon
| Land/Region               | Auszeichnungen für Musikverkäufe (Land/Region, Auszeichnung, Verkäufe) | Verkäufe |
| ------------------------- | ---------------------------------------------------------------------- | -------- |
| Mexiko (AMPROFON)         | Gold                                                                   | 30.000   |
| Vereinigte Staaten (RIAA) | Gold                                                                   | 500.000  |
| Insgesamt                 | 2× Gold ·                                                              | 530.000  |

### On the Floor
| Land/Region                  | Auszeichnungen für Musikverkäufe (Land/Region, Auszeichnung, Verkäufe) | Verkäufe  |
| ---------------------------- | ---------------------------------------------------------------------- | --------- |
| Australien (ARIA)            | 4× Platin                                                              | 280.000   |
| Belgien (BRMA)               | Platin                                                                 | 30.000    |
| Brasilien (PMB)              | 3× Diamant                                                             | 750.000   |
| Dänemark (IFPI)              | 2× Platin                                                              | 180.000   |
| Deutschland (BVMI)           | 7× Gold                                                                | 1.050.000 |
| Finnland (IFPI)              | Platin                                                                 | 12.213    |
| Frankreich (SNEP)            | —                                                                      | 170.900   |
| Italien (FIMI)               | 3× Platin                                                              | 90.000    |
| Japan (RIAJ)                 | Gold (Mobile Downloads) · + Platin (Digital)                           | 350.000   |
| Kanada (MC)                  | 5× Platin                                                              | 400.000   |
| Neuseeland (RMNZ)            | 4× Platin                                                              | 120.000   |
| Russland (NFPF)              | Platin                                                                 | 200.000   |
| Schweden (IFPI)              | 2× Platin                                                              | 80.000    |
| Schweiz (IFPI)               | 4× Platin                                                              | 120.000   |
| Spanien (Promusicae)         | 3× Platin                                                              | 120.000   |
| Vereinigte Staaten (RIAA)    | 3× Platin                                                              | 3.800.000 |
| Vereinigtes Königreich (BPI) | 3× Platin                                                              | 1.800.000 |
| Insgesamt                    | 2× Gold · 40× Platin · 3× Diamant ·                                    | 9.503.113 |

### Give Me Everything
| Land/Region                  | Auszeichnungen für Musikverkäufe (Land/Region, Auszeichnung, Verkäufe) | Verkäufe   |
| ---------------------------- | ---------------------------------------------------------------------- | ---------- |
| Australien (ARIA)            | 6× Platin                                                              | 420.000    |
| Belgien (BRMA)               | Platin                                                                 | 30.000     |
| Dänemark (IFPI)              | 2× Platin                                                              | 180.000    |
| Deutschland (BVMI)           | 2× Platin                                                              | 1.200.000  |
| Finnland (IFPI)              | Gold                                                                   | 5.646      |
| Frankreich (SNEP)            | —                                                                      | 169.500    |
| Italien (FIMI)               | 2× Platin                                                              | 60.000     |
| Japan (RIAJ)                 | Gold                                                                   | 100.000    |
| Kanada (MC)                  | 7× Platin                                                              | 560.000    |
| Mexiko (AMPROFON)            | 2× Platin                                                              | 120.000    |
| Neuseeland (RMNZ)            | 5× Platin                                                              | 150.000    |
| Norwegen (IFPI)              | 7× Platin                                                              | 70.000     |
| Österreich (IFPI)            | Platin                                                                 | 30.000     |
| Portugal (AFP)               | 2× Platin                                                              | 20.000     |
| Russland (NFPF)              | Platin                                                                 | 200.000    |
| Schweden (IFPI)              | 5× Platin                                                              | 200.000    |
| Schweiz (IFPI)               | 2× Platin                                                              | 60.000     |
| Spanien (Promusicae)         | 2× Platin                                                              | 120.000    |
| Vereinigte Staaten (RIAA)    | Diamant                                                                | 10.000.000 |
| Vereinigtes Königreich (BPI) | 3× Platin                                                              | 1.800.000  |
| Insgesamt                    | 2× Gold · 50× Platin · 1× Diamant ·                                    | 15.495.146 |

### Rabiosa
| Land/Region          | Auszeichnungen für Musikverkäufe (Land/Region, Auszeichnung, Verkäufe) | Verkäufe |
| -------------------- | ---------------------------------------------------------------------- | -------- |
| Belgien (BRMA)       | Gold                                                                   | 15.000   |
| Brasilien (PMB)      | 2× Platin                                                              | 120.000  |
| Frankreich (SNEP)    | —                                                                      | 103.000  |
| Italien (FIMI)       | Platin                                                                 | 30.000   |
| Mexiko (AMPROFON)    | 3× Platin                                                              | 180.000  |
| Schweiz (IFPI)       | Gold                                                                   | 15.000   |
| Spanien (Promusicae) | Platin                                                                 | 40.000   |
| Insgesamt            | 2× Gold · 7× Platin ·                                                  | 503.000  |

### Rain Over Me
| Land/Region                  | Auszeichnungen für Musikverkäufe (Land/Region, Auszeichnung, Verkäufe) | Verkäufe  |
| ---------------------------- | ---------------------------------------------------------------------- | --------- |
| Australien (ARIA)            | 2× Platin                                                              | 140.000   |
| Belgien (BRMA)               | Gold                                                                   | 15.000    |
| Dänemark (IFPI)              | Gold                                                                   | 15.000    |
| Deutschland (BVMI)           | Gold                                                                   | 150.000   |
| Finnland (IFPI)              | Gold                                                                   | 7.920     |
| Frankreich (SNEP)            | —                                                                      | 108.400   |
| Italien (FIMI)               | Platin                                                                 | 30.000    |
| Kanada (MC)                  | 2× Platin                                                              | 160.000   |
| Mexiko (AMPROFON)            | 2× Platin                                                              | 120.000   |
| Neuseeland (RMNZ)            | Platin                                                                 | 15.000    |
| Norwegen (IFPI)              | 5× Platin                                                              | 50.000    |
| Österreich (IFPI)            | Gold                                                                   | 15.000    |
| Schweden (IFPI)              | 2× Platin                                                              | 80.000    |
| Schweiz (IFPI)               | 2× Platin                                                              | 60.000    |
| Spanien (Promusicae)         | Platin                                                                 | 40.000    |
| Vereinigte Staaten (RIAA)    | 2× Platin                                                              | 2.000.000 |
| Vereinigtes Königreich (BPI) | Silber                                                                 | 200.000   |
| Insgesamt                    | 1× Silber · 5× Gold · 20× Platin ·                                     | 3.206.320 |

### I Like How It Feels
| Land/Region       | Auszeichnungen für Musikverkäufe (Land/Region, Auszeichnung, Verkäufe) | Verkäufe |
| ----------------- | ---------------------------------------------------------------------- | -------- |
| Australien (ARIA) | Gold                                                                   | 35.000   |
| Kanada (MC)       | Platin                                                                 | 80.000   |
| Mexiko (AMPROFON) | Gold                                                                   | 30.000   |
| Neuseeland (RMNZ) | Gold                                                                   | 7.500    |
| Insgesamt         | 3× Gold · 1× Platin ·                                                  | 152.500  |

### We Run the Night
| Land/Region               | Auszeichnungen für Musikverkäufe (Land/Region, Auszeichnung, Verkäufe) | Verkäufe  |
| ------------------------- | ---------------------------------------------------------------------- | --------- |
| Australien (ARIA)         | 6× Platin                                                              | 420.000   |
| Neuseeland (RMNZ)         | Platin                                                                 | 15.000    |
| Vereinigte Staaten (RIAA) | Platin                                                                 | 1.000.000 |
| Insgesamt                 | 8× Platin ·                                                            | 1.435.000 |

### International Love
| Land/Region                  | Auszeichnungen für Musikverkäufe (Land/Region, Auszeichnung, Verkäufe) | Verkäufe  |
| ---------------------------- | ---------------------------------------------------------------------- | --------- |
| Australien (ARIA)            | 3× Platin                                                              | 210.000   |
| Dänemark (IFPI)              | Gold                                                                   | 15.000    |
| Deutschland (BVMI)           | Gold                                                                   | 150.000   |
| Frankreich (SNEP)            | —                                                                      | 77.900    |
| Italien (FIMI)               | Gold                                                                   | 15.000    |
| Japan (RIAJ)                 | Gold                                                                   | 100.000   |
| Kanada (MC)                  | 3× Platin                                                              | 240.000   |
| Mexiko (AMPROFON)            | 3× Gold                                                                | 90.000    |
| Neuseeland (RMNZ)            | 2× Platin                                                              | 60.000    |
| Norwegen (IFPI)              | 3× Platin                                                              | 30.000    |
| Österreich (IFPI)            | Gold                                                                   | 15.000    |
| Schweiz (IFPI)               | Platin                                                                 | 30.000    |
| Spanien (Promusicae)         | Platin                                                                 | 60.000    |
| Vereinigte Staaten (RIAA)    | 4× Platin                                                              | 4.000.000 |
| Vereinigtes Königreich (BPI) | Platin                                                                 | 600.000   |
| Insgesamt                    | 6× Gold · 19× Platin ·                                                 | 5.692.900 |

### Rock the Boat
| Land/Region    | Auszeichnungen für Musikverkäufe (Land/Region, Auszeichnung, Verkäufe) | Verkäufe |
| -------------- | ---------------------------------------------------------------------- | -------- |
| Italien (FIMI) | Gold                                                                   | 15.000   |
| Insgesamt      | 1× Gold ·                                                              | 15.000   |

### Back in Time
| Land/Region               | Auszeichnungen für Musikverkäufe (Land/Region, Auszeichnung, Verkäufe) | Verkäufe  |
| ------------------------- | ---------------------------------------------------------------------- | --------- |
| Australien (ARIA)         | 3× Platin                                                              | 210.000   |
| Deutschland (BVMI)        | Platin                                                                 | 300.000   |
| Frankreich (SNEP)         | —                                                                      | 109.200   |
| Kanada (MC)               | 4× Platin                                                              | 320.000   |
| Mexiko (AMPROFON)         | 3× Gold                                                                | 90.000    |
| Österreich (IFPI)         | Platin                                                                 | 30.000    |
| Schweiz (IFPI)            | Platin                                                                 | 30.000    |
| Vereinigte Staaten (RIAA) | 2× Platin                                                              | 2.000.000 |
| Insgesamt                 | 1× Gold · 13× Platin ·                                                 | 3.089.200 |

### Danza Kuduro / Throw Your Hands Up
| Land/Region                  | Auszeichnungen für Musikverkäufe (Land/Region, Auszeichnung, Verkäufe) | Verkäufe |
| ---------------------------- | ---------------------------------------------------------------------- | -------- |
| Australien (ARIA)            | 3× Platin                                                              | 210.000  |
| Vereinigtes Königreich (BPI) | Gold                                                                   | 400.000  |
| Insgesamt                    | 1× Gold · 3× Platin ·                                                  | 610.000  |

### Dance Again
| Land/Region                  | Auszeichnungen für Musikverkäufe (Land/Region, Auszeichnung, Verkäufe) | Verkäufe  |
| ---------------------------- | ---------------------------------------------------------------------- | --------- |
| Australien (ARIA)            | Platin                                                                 | 70.000    |
| Belgien (BRMA)               | Gold                                                                   | 15.000    |
| Dänemark (IFPI)              | Gold                                                                   | 15.000    |
| Deutschland (BVMI)           | Platin                                                                 | 300.000   |
| Finnland (IFPI)              | Gold                                                                   | 5.440     |
| Frankreich (SNEP)            | —                                                                      | 51.200    |
| Italien (FIMI)               | Platin                                                                 | 30.000    |
| Kanada (MC)                  | Platin                                                                 | 80.000    |
| Mexiko (AMPROFON)            | 5× Gold                                                                | 150.000   |
| Österreich (IFPI)            | Gold                                                                   | 15.000    |
| Schweden (IFPI)              | Platin                                                                 | 40.000    |
| Spanien (Promusicae)         | Gold                                                                   | 20.000    |
| Vereinigte Staaten (RIAA)    | Platin                                                                 | 1.200.000 |
| Vereinigtes Königreich (BPI) | Silber                                                                 | 200.000   |
| Insgesamt                    | 1× Silber · 6× Gold · 8× Platin ·                                      | 2.191.640 |

### I’m All Yours
| Land/Region       | Auszeichnungen für Musikverkäufe (Land/Region, Auszeichnung, Verkäufe) | Verkäufe |
| ----------------- | ---------------------------------------------------------------------- | -------- |
| Australien (ARIA) | 2× Platin                                                              | 140.000  |
| Neuseeland (RMNZ) | Gold                                                                   | 7.500    |
| Insgesamt         | 1× Gold · 2× Platin ·                                                  | 147.500  |

### Ai Se Eu Te Pego (If I Get Ya)
| Land/Region     | Auszeichnungen für Musikverkäufe (Land/Region, Auszeichnung, Verkäufe) | Verkäufe |
| --------------- | ---------------------------------------------------------------------- | -------- |
| Schweden (IFPI) | 5× Platin                                                              | 200.000  |
| Insgesamt       | 5× Platin ·                                                            | 200.000  |

### There She Goes
| Land/Region        | Auszeichnungen für Musikverkäufe (Land/Region, Auszeichnung, Verkäufe) | Verkäufe |
| ------------------ | ---------------------------------------------------------------------- | -------- |
| Deutschland (BVMI) | 3× Gold                                                                | 450.000  |
| Schweiz (IFPI)     | Gold                                                                   | 15.000   |
| Insgesamt          | 2× Gold · 1× Platin ·                                                  | 465.000  |

### Get It Started
| Land/Region       | Auszeichnungen für Musikverkäufe (Land/Region, Auszeichnung, Verkäufe) | Verkäufe |
| ----------------- | ---------------------------------------------------------------------- | -------- |
| Australien (ARIA) | Gold                                                                   | 35.000   |
| Brasilien (PMB)   | Gold                                                                   | 30.000   |
| Kanada (MC)       | Gold                                                                   | 40.000   |
| Mexiko (AMPROFON) | Gold                                                                   | 30.000   |
| Insgesamt         | 4× Gold ·                                                              | 135.000  |

### Echa Pa’lla (Manos Pa’rriba)
| Land/Region          | Auszeichnungen für Musikverkäufe (Land/Region, Auszeichnung, Verkäufe) | Verkäufe |
| -------------------- | ---------------------------------------------------------------------- | -------- |
| Spanien (Promusicae) | Platin                                                                 | 60.000   |
| Insgesamt            | 1× Platin ·                                                            | 60.000   |

### Don’t Stop the Party
| Land/Region                  | Auszeichnungen für Musikverkäufe (Land/Region, Auszeichnung, Verkäufe) | Verkäufe  |
| ---------------------------- | ---------------------------------------------------------------------- | --------- |
| Australien (ARIA)            | 2× Platin                                                              | 140.000   |
| Japan (RIAJ)                 | Gold                                                                   | 100.000   |
| Kanada (MC)                  | 3× Platin                                                              | 240.000   |
| Mexiko (AMPROFON)            | 3× Gold                                                                | 90.000    |
| Neuseeland (RMNZ)            | Platin                                                                 | 15.000    |
| Vereinigte Staaten (RIAA)    | 2× Platin                                                              | 2.000.000 |
| Vereinigtes Königreich (BPI) | Gold                                                                   | 400.000   |
| Insgesamt                    | 3× Gold · 9× Platin ·                                                  | 2.985.000 |

### Feel This Moment
| Land/Region                  | Auszeichnungen für Musikverkäufe (Land/Region, Auszeichnung, Verkäufe) | Verkäufe  |
| ---------------------------- | ---------------------------------------------------------------------- | --------- |
| Australien (ARIA)            | 3× Platin                                                              | 210.000   |
| Belgien (BRMA)               | Gold                                                                   | 15.000    |
| Dänemark (IFPI)              | Gold                                                                   | 15.000    |
| Deutschland (BVMI)           | Platin                                                                 | 300.000   |
| Finnland (IFPI)              | —                                                                      | 37.818    |
| Italien (FIMI)               | Platin                                                                 | 30.000    |
| Kanada (MC)                  | 4× Platin                                                              | 320.000   |
| Mexiko (AMPROFON)            | 5× Gold                                                                | 150.000   |
| Neuseeland (RMNZ)            | 2× Platin                                                              | 60.000    |
| Österreich (IFPI)            | Platin                                                                 | 30.000    |
| Portugal (AFP)               | Gold                                                                   | 5.000     |
| Schweden (IFPI)              | Platin                                                                 | 40.000    |
| Schweiz (IFPI)               | Platin                                                                 | 30.000    |
| Spanien (Promusicae)         | Platin                                                                 | 60.000    |
| Vereinigte Staaten (RIAA)    | 4× Platin                                                              | 4.000.000 |
| Vereinigtes Königreich (BPI) | Platin                                                                 | 600.000   |
| Insgesamt                    | 4× Gold · 22× Platin ·                                                 | 5.902.818 |

### Live It Up
| Land/Region       | Auszeichnungen für Musikverkäufe (Land/Region, Auszeichnung, Verkäufe) | Verkäufe |
| ----------------- | ---------------------------------------------------------------------- | -------- |
| Australien (ARIA) | Gold                                                                   | 35.000   |
| Brasilien (PMB)   | Gold                                                                   | 30.000   |
| Kanada (MC)       | Gold                                                                   | 40.000   |
| Insgesamt         | 3× Gold ·                                                              | 105.000  |

### Can’t Believe It
| Land/Region       | Auszeichnungen für Musikverkäufe (Land/Region, Auszeichnung, Verkäufe) | Verkäufe |
| ----------------- | ---------------------------------------------------------------------- | -------- |
| Australien (ARIA) | Gold                                                                   | 35.000   |
| Insgesamt         | 1× Gold ·                                                              | 35.000   |

### Timber
| Land/Region                  | Auszeichnungen für Musikverkäufe (Land/Region, Auszeichnung, Verkäufe) | Verkäufe   |
| ---------------------------- | ---------------------------------------------------------------------- | ---------- |
| Australien (ARIA)            | 7× Platin                                                              | 490.000    |
| Belgien (BRMA)               | Gold                                                                   | 15.000     |
| Dänemark (IFPI)              | Gold                                                                   | 15.000     |
| Deutschland (BVMI)           | Diamant                                                                | 1.000.000  |
| Frankreich (SNEP)            | Gold                                                                   | 66.666     |
| Italien (FIMI)               | 3× Platin                                                              | 90.000     |
| Japan (RIAJ)                 | Gold                                                                   | 100.000    |
| Kanada (MC)                  | 7× Platin                                                              | 560.000    |
| Mexiko (AMPROFON)            | 2× Platin                                                              | 120.000    |
| Neuseeland (RMNZ)            | 5× Platin                                                              | 150.000    |
| Norwegen (IFPI)              | 15× Platin                                                             | 150.000    |
| Österreich (IFPI)            | Platin                                                                 | 30.000     |
| Schweden (IFPI)              | Platin                                                                 | 40.000     |
| Schweiz (IFPI)               | Platin                                                                 | 30.000     |
| Spanien (Promusicae)         | 3× Platin                                                              | 180.000    |
| Vereinigte Staaten (RIAA)    | Diamant                                                                | 10.000.000 |
| Vereinigtes Königreich (BPI) | 4× Platin                                                              | 2.400.000  |
| Insgesamt                    | 4× Gold · 49× Platin · 2× Diamant ·                                    | 15.436.666 |

### I’m a Freak
| Land/Region                  | Auszeichnungen für Musikverkäufe (Land/Region, Auszeichnung, Verkäufe) | Verkäufe |
| ---------------------------- | ---------------------------------------------------------------------- | -------- |
| Mexiko (AMPROFON)            | Gold                                                                   | 30.000   |
| Vereinigtes Königreich (BPI) | Silber                                                                 | 200.000  |
| Insgesamt                    | 1× Silber · 1× Gold ·                                                  | 230.000  |

### Mmm Yeah
| Land/Region               | Auszeichnungen für Musikverkäufe (Land/Region, Auszeichnung, Verkäufe) | Verkäufe |
| ------------------------- | ---------------------------------------------------------------------- | -------- |
| Australien (ARIA)         | Gold                                                                   | 35.000   |
| Vereinigte Staaten (RIAA) | Gold                                                                   | 500.000  |
| Insgesamt                 | 2× Gold ·                                                              | 535.000  |

### Wild Wild Love
| Land/Region                  | Auszeichnungen für Musikverkäufe (Land/Region, Auszeichnung, Verkäufe) | Verkäufe  |
| ---------------------------- | ---------------------------------------------------------------------- | --------- |
| Australien (ARIA)            | Platin                                                                 | 70.000    |
| Kanada (MC)                  | Platin                                                                 | 80.000    |
| Neuseeland (RMNZ)            | Gold                                                                   | 7.500     |
| Vereinigte Staaten (RIAA)    | Platin                                                                 | 1.000.000 |
| Vereinigtes Königreich (BPI) | Silber                                                                 | 200.000   |
| Insgesamt                    | 1× Silber · 1× Gold · 3× Platin ·                                      | 1.357.500 |

### We Are One (Ole Ola)
| Land/Region               | Auszeichnungen für Musikverkäufe (Land/Region, Auszeichnung, Verkäufe) | Verkäufe |
| ------------------------- | ---------------------------------------------------------------------- | -------- |
| Deutschland (BVMI)        | Gold                                                                   | 150.000  |
| Frankreich (SNEP)         | —                                                                      | 35.000   |
| Italien (FIMI)            | Platin                                                                 | 30.000   |
| Mexiko (AMPROFON)         | Gold                                                                   | 30.000   |
| Schweiz (IFPI)            | Gold                                                                   | 15.000   |
| Spanien (Promusicae)      | Gold                                                                   | 30.000   |
| Vereinigte Staaten (RIAA) | Gold                                                                   | 500.000  |
| Insgesamt                 | 5× Gold · 1× Platin ·                                                  | 790.000  |

### Como yo le doy
| Land/Region          | Auszeichnungen für Musikverkäufe (Land/Region, Auszeichnung, Verkäufe) | Verkäufe |
| -------------------- | ---------------------------------------------------------------------- | -------- |
| Spanien (Promusicae) | Gold                                                                   | 30.000   |
| Insgesamt            | 1× Gold ·                                                              | 30.000   |

### Fireball
| Land/Region                  | Auszeichnungen für Musikverkäufe (Land/Region, Auszeichnung, Verkäufe) | Verkäufe  |
| ---------------------------- | ---------------------------------------------------------------------- | --------- |
| Australien (ARIA)            | Platin                                                                 | 70.000    |
| Dänemark (IFPI)              | Platin                                                                 | 90.000    |
| Deutschland (BVMI)           | Gold                                                                   | 200.000   |
| Italien (FIMI)               | Platin                                                                 | 50.000    |
| Kanada (MC)                  | Platin                                                                 | 80.000    |
| Mexiko (AMPROFON)            | Platin                                                                 | 60.000    |
| Neuseeland (RMNZ)            | Platin                                                                 | 30.000    |
| Spanien (Promusicae)         | Platin                                                                 | 40.000    |
| Vereinigte Staaten (RIAA)    | 4× Platin                                                              | 4.000.000 |
| Vereinigtes Königreich (BPI) | Platin                                                                 | 600.000   |
| Insgesamt                    | 1× Gold · 12× Platin ·                                                 | 5.220.000 |

### Booty
| Land/Region               | Auszeichnungen für Musikverkäufe (Land/Region, Auszeichnung, Verkäufe) | Verkäufe  |
| ------------------------- | ---------------------------------------------------------------------- | --------- |
| Vereinigte Staaten (RIAA) | Platin                                                                 | 1.000.000 |
| Insgesamt                 | 1× Platin ·                                                            | 1.000.000 |

### Time of Our Lives
| Land/Region                  | Auszeichnungen für Musikverkäufe (Land/Region, Auszeichnung, Verkäufe) | Verkäufe  |
| ---------------------------- | ---------------------------------------------------------------------- | --------- |
| Australien (ARIA)            | 2× Platin                                                              | 140.000   |
| Dänemark (IFPI)              | 2× Platin                                                              | 180.000   |
| Deutschland (BVMI)           | Platin                                                                 | 400.000   |
| Italien (FIMI)               | Platin                                                                 | 50.000    |
| Neuseeland (RMNZ)            | 5× Platin                                                              | 150.000   |
| Schweden (IFPI)              | Platin                                                                 | 40.000    |
| Spanien (Promusicae)         | Platin                                                                 | 40.000    |
| Vereinigte Staaten (RIAA)    | 5× Platin                                                              | 5.000.000 |
| Vereinigtes Königreich (BPI) | 2× Platin                                                              | 1.200.000 |
| Insgesamt                    | 20× Platin ·                                                           | 7.200.000 |

### Piensas (Dile la Verdad)
| Land/Region          | Auszeichnungen für Musikverkäufe (Land/Region, Auszeichnung, Verkäufe) | Verkäufe |
| -------------------- | ---------------------------------------------------------------------- | -------- |
| Mexiko (AMPROFON)    | Gold                                                                   | 30.000   |
| Spanien (Promusicae) | Platin                                                                 | 40.000   |
| Insgesamt            | 1× Gold · 1× Platin ·                                                  | 70.000   |

### El Taxi
| Land/Region               | Auszeichnungen für Musikverkäufe (Land/Region, Auszeichnung, Verkäufe) | Verkäufe |
| ------------------------- | ---------------------------------------------------------------------- | -------- |
| Italien (FIMI)            | 2× Platin                                                              | 100.000  |
| Mexiko (AMPROFON)         | Gold                                                                   | 30.000   |
| Spanien (Promusicae)      | 2× Platin                                                              | 80.000   |
| Vereinigte Staaten (RIAA) | Platin                                                                 | 60.000   |
| Insgesamt                 | 1× Gold · 5× Platin ·                                                  | 270.000  |

### Fun
| Land/Region               | Auszeichnungen für Musikverkäufe (Land/Region, Auszeichnung, Verkäufe) | Verkäufe  |
| ------------------------- | ---------------------------------------------------------------------- | --------- |
| Australien (ARIA)         | Gold                                                                   | 35.000    |
| Mexiko (AMPROFON)         | Gold                                                                   | 30.000    |
| Vereinigte Staaten (RIAA) | Platin                                                                 | 1.000.000 |
| Insgesamt                 | 2× Gold · 1× Platin ·                                                  | 1.065.000 |

### Back It Up
| Land/Region               | Auszeichnungen für Musikverkäufe (Land/Region, Auszeichnung, Verkäufe) | Verkäufe |
| ------------------------- | ---------------------------------------------------------------------- | -------- |
| Polen (ZPAV)              | Gold                                                                   | 10.000   |
| Spanien (Promusicae)      | Gold                                                                   | 20.000   |
| Vereinigte Staaten (RIAA) | Gold                                                                   | 500.000  |
| Insgesamt                 | 3× Gold ·                                                              | 530.000  |

### Baddest Girl in Town
| Land/Region       | Auszeichnungen für Musikverkäufe (Land/Region, Auszeichnung, Verkäufe) | Verkäufe |
| ----------------- | ---------------------------------------------------------------------- | -------- |
| Mexiko (AMPROFON) | Gold                                                                   | 30.000   |
| Insgesamt         | 1× Gold ·                                                              | 30.000   |

### Messin’ Around
| Land/Region               | Auszeichnungen für Musikverkäufe (Land/Region, Auszeichnung, Verkäufe) | Verkäufe |
| ------------------------- | ---------------------------------------------------------------------- | -------- |
| Vereinigte Staaten (RIAA) | Gold                                                                   | 500.000  |
| Insgesamt                 | 1× Gold ·                                                              | 500.000  |

### Greenlight
| Land/Region                  | Auszeichnungen für Musikverkäufe (Land/Region, Auszeichnung, Verkäufe) | Verkäufe |
| ---------------------------- | ---------------------------------------------------------------------- | -------- |
| Kanada (MC)                  | Gold                                                                   | 40.000   |
| Vereinigte Staaten (RIAA)    | Gold                                                                   | 500.000  |
| Vereinigtes Königreich (BPI) | Silber                                                                 | 200.000  |
| Insgesamt                    | 1× Silber · 2× Gold ·                                                  | 740.000  |

### Bailar (Remix)
| Land/Region  | Auszeichnungen für Musikverkäufe (Land/Region, Auszeichnung, Verkäufe) | Verkäufe |
| ------------ | ---------------------------------------------------------------------- | -------- |
| Polen (ZPAV) | Gold                                                                   | 25.000   |
| Insgesamt    | 1× Gold ·                                                              | 25.000   |

### Hey Ma
| Land/Region               | Auszeichnungen für Musikverkäufe (Land/Region, Auszeichnung, Verkäufe) | Verkäufe |
| ------------------------- | ---------------------------------------------------------------------- | -------- |
| Italien (FIMI)            | Platin                                                                 | 50.000   |
| Spanien (Promusicae)      | 3× Platin                                                              | 120.000  |
| Vereinigte Staaten (RIAA) | Gold                                                                   | 30.000   |
| Insgesamt                 | 1× Gold · 4× Platin ·                                                  | 200.000  |

### Options
| Land/Region       | Auszeichnungen für Musikverkäufe (Land/Region, Auszeichnung, Verkäufe) | Verkäufe |
| ----------------- | ---------------------------------------------------------------------- | -------- |
| Neuseeland (RMNZ) | 3× Platin                                                              | 90.000   |
| Insgesamt         | 3× Platin ·                                                            | 90.000   |

### Ay Mi Dios
| Land/Region               | Auszeichnungen für Musikverkäufe (Land/Region, Auszeichnung, Verkäufe) | Verkäufe |
| ------------------------- | ---------------------------------------------------------------------- | -------- |
| Spanien (Promusicae)      | 4× Platin                                                              | 160.000  |
| Vereinigte Staaten (RIAA) | 8× Platin                                                              | 480.000  |
| Insgesamt                 | 12× Platin ·                                                           | 640.000  |

### Dame tu cosita
| Land/Region               | Auszeichnungen für Musikverkäufe (Land/Region, Auszeichnung, Verkäufe) | Verkäufe |
| ------------------------- | ---------------------------------------------------------------------- | -------- |
| Vereinigte Staaten (RIAA) | 7× Platin                                                              | 420.000  |
| Insgesamt                 | 7× Platin ·                                                            | 420.000  |

### Move to Miami
| Land/Region       | Auszeichnungen für Musikverkäufe (Land/Region, Auszeichnung, Verkäufe) | Verkäufe |
| ----------------- | ---------------------------------------------------------------------- | -------- |
| Kanada (MC)       | Gold                                                                   | 40.000   |
| Mexiko (AMPROFON) | Gold                                                                   | 30.000   |
| Insgesamt         | 2× Gold ·                                                              | 70.000   |

### Carnaval
| Land/Region     | Auszeichnungen für Musikverkäufe (Land/Region, Auszeichnung, Verkäufe) | Verkäufe |
| --------------- | ---------------------------------------------------------------------- | -------- |
| Brasilien (PMB) | Gold                                                                   | 20.000   |
| Insgesamt       | 1× Gold ·                                                              | 20.000   |

### No lo trates
| Land/Region               | Auszeichnungen für Musikverkäufe (Land/Region, Auszeichnung, Verkäufe) | Verkäufe |
| ------------------------- | ---------------------------------------------------------------------- | -------- |
| Spanien (Promusicae)      | Gold                                                                   | 30.000   |
| Vereinigte Staaten (RIAA) | 11× Platin                                                             | 660.000  |
| Insgesamt                 | 1× Gold · 1× Platin · 1× Diamant ·                                     | 690.000  |

### Tócame
| Land/Region    | Auszeichnungen für Musikverkäufe (Land/Region, Auszeichnung, Verkäufe) | Verkäufe |
| -------------- | ---------------------------------------------------------------------- | -------- |
| Italien (FIMI) | Gold                                                                   | 25.000   |
| Insgesamt      | 1× Gold ·                                                              | 25.000   |

### Te Quiero Baby (I Love You Baby)
| Land/Region               | Auszeichnungen für Musikverkäufe (Land/Region, Auszeichnung, Verkäufe) | Verkäufe |
| ------------------------- | ---------------------------------------------------------------------- | -------- |
| Vereinigte Staaten (RIAA) | Platin                                                                 | 60.000   |
| Insgesamt                 | 1× Platin ·                                                            | 60.000   |

### Ten Cuidado
| Land/Region               | Auszeichnungen für Musikverkäufe (Land/Region, Auszeichnung, Verkäufe) | Verkäufe |
| ------------------------- | ---------------------------------------------------------------------- | -------- |
| Spanien (Promusicae)      | Gold                                                                   | 30.000   |
| Vereinigte Staaten (RIAA) | Platin                                                                 | 60.000   |
| Insgesamt                 | 1× Gold · 1× Platin ·                                                  | 90.000   |

### Discoteca
| Land/Region               | Auszeichnungen für Musikverkäufe (Land/Region, Auszeichnung, Verkäufe) | Verkäufe |
| ------------------------- | ---------------------------------------------------------------------- | -------- |
| Vereinigte Staaten (RIAA) | Gold                                                                   | 30.000   |
| Insgesamt                 | 1× Gold ·                                                              | 30.000   |

## Auszeichnungen nach Liedern

### Shake Señora
| Land/Region               | Auszeichnungen für Musikverkäufe (Land/Region, Auszeichnung, Verkäufe) | Verkäufe  |
| ------------------------- | ---------------------------------------------------------------------- | --------- |
| Vereinigte Staaten (RIAA) | Platin                                                                 | 1.000.000 |
| Insgesamt                 | 1× Platin ·                                                            | 1.000.000 |

### Me quedaré contigo
| Land/Region               | Auszeichnungen für Musikverkäufe (Land/Region, Auszeichnung, Verkäufe) | Verkäufe |
| ------------------------- | ---------------------------------------------------------------------- | -------- |
| Vereinigte Staaten (RIAA) | 2× Platin                                                              | 120.000  |
| Insgesamt                 | 2× Platin ·                                                            | 120.000  |

### Mr. Moondial
| Land/Region          | Auszeichnungen für Musikverkäufe (Land/Region, Auszeichnung, Verkäufe) | Verkäufe |
| -------------------- | ---------------------------------------------------------------------- | -------- |
| Spanien (Promusicae) | Platin                                                                 | 60.000   |
| Insgesamt            | 1× Platin ·                                                            | 60.000   |

## Auszeichnungen nach Autorenbeteiligungen und Produktionen

### Loca (Shakira)
| Land/Region          | Auszeichnungen für Musikverkäufe (Land/Region, Auszeichnung, Verkäufe) | Verkäufe  |
| -------------------- | ---------------------------------------------------------------------- | --------- |
| Belgien (BRMA)       | Gold                                                                   | 15.000    |
| Brasilien (PMB)      | 2× Platin                                                              | 120.000   |
| Dänemark (IFPI)      | Gold                                                                   | 15.000    |
| Deutschland (BVMI)   | Gold                                                                   | 150.000   |
| Frankreich (SNEP)    | —                                                                      | 247.000   |
| Italien (FIMI)       | 2× Platin                                                              | 60.000    |
| Kanada (MC)          | Platin                                                                 | 80.000    |
| Mexiko (AMPROFON)    | Diamant · + Platin                                                     | 360.000   |
| Österreich (IFPI)    | Gold                                                                   | 15.000    |
| Schweden (IFPI)      | Gold                                                                   | 20.000    |
| Schweiz (IFPI)       | Platin                                                                 | 30.000    |
| Spanien (Promusicae) | 2× Platin                                                              | 80.000    |
| Insgesamt            | 5× Gold · 9× Platin · 1× Diamant ·                                     | 1.192.000 |

## Auszeichnungen nach Musikstreamings

### Give Me Everything
| Land/Region     | Auszeichnungen für Musikverkäufe (Land/Region, Auszeichnung, Verkäufe) | Verkäufe |
| --------------- | ---------------------------------------------------------------------- | -------- |
| Dänemark (IFPI) | Platin                                                                 | 100.000  |
| Insgesamt       | 1× Platin ·                                                            | 100.000  |

### Rain Over Me
| Land/Region     | Auszeichnungen für Musikverkäufe (Land/Region, Auszeichnung, Verkäufe) | Verkäufe |
| --------------- | ---------------------------------------------------------------------- | -------- |
| Dänemark (IFPI) | Platin                                                                 | 900.000  |
| Insgesamt       | 1× Platin ·                                                            | 900.000  |

### International Love
| Land/Region     | Auszeichnungen für Musikverkäufe (Land/Region, Auszeichnung, Verkäufe) | Verkäufe  |
| --------------- | ---------------------------------------------------------------------- | --------- |
| Dänemark (IFPI) | 2× Platin                                                              | 1.800.000 |
| Insgesamt       | 2× Platin ·                                                            | 1.800.000 |

### On the Floor
| Land/Region     | Auszeichnungen für Musikverkäufe (Land/Region, Auszeichnung, Verkäufe) | Verkäufe  |
| --------------- | ---------------------------------------------------------------------- | --------- |
| Dänemark (IFPI) | Platin                                                                 | 2.600.000 |
| Insgesamt       | 1× Platin ·                                                            | 2.600.000 |

### Back In Time
| Land/Region     | Auszeichnungen für Musikverkäufe (Land/Region, Auszeichnung, Verkäufe) | Verkäufe |
| --------------- | ---------------------------------------------------------------------- | -------- |
| Dänemark (IFPI) | Gold                                                                   | 900.000  |
| Insgesamt       | 1× Gold ·                                                              | 900.000  |

### Can’t Believe It
| Land/Region     | Auszeichnungen für Musikverkäufe (Land/Region, Auszeichnung, Verkäufe) | Verkäufe  |
| --------------- | ---------------------------------------------------------------------- | --------- |
| Dänemark (IFPI) | Platin                                                                 | 1.800.000 |
| Insgesamt       | 1× Platin ·                                                            | 1.800.000 |

### Dance Again
| Land/Region     | Auszeichnungen für Musikverkäufe (Land/Region, Auszeichnung, Verkäufe) | Verkäufe  |
| --------------- | ---------------------------------------------------------------------- | --------- |
| Dänemark (IFPI) | Platin                                                                 | 1.800.000 |
| Insgesamt       | 1× Platin ·                                                            | 1.800.000 |

### Get It Started
| Land/Region     | Auszeichnungen für Musikverkäufe (Land/Region, Auszeichnung, Verkäufe) | Verkäufe |
| --------------- | ---------------------------------------------------------------------- | -------- |
| Dänemark (IFPI) | Gold                                                                   | 900.000  |
| Insgesamt       | 1× Gold ·                                                              | 900.000  |

### Feel This Moment
| Land/Region          | Auszeichnungen für Musikverkäufe (Land/Region, Auszeichnung, Verkäufe) | Verkäufe  |
| -------------------- | ---------------------------------------------------------------------- | --------- |
| Dänemark (IFPI)      | Platin                                                                 | 1.800.000 |
| Spanien (Promusicae) | Gold                                                                   | 4.000.000 |
| Insgesamt            | 1× Gold · 1× Platin ·                                                  | 5.800.000 |

### MMM Yeah
| Land/Region     | Auszeichnungen für Musikverkäufe (Land/Region, Auszeichnung, Verkäufe) | Verkäufe  |
| --------------- | ---------------------------------------------------------------------- | --------- |
| Dänemark (IFPI) | Platin                                                                 | 2.600.000 |
| Insgesamt       | 1× Platin ·                                                            | 2.600.000 |

### Timber
| Land/Region          | Auszeichnungen für Musikverkäufe (Land/Region, Auszeichnung, Verkäufe) | Verkäufe   |
| -------------------- | ---------------------------------------------------------------------- | ---------- |
| Dänemark (IFPI)      | 4× Platin                                                              | 10.400.000 |
| Japan (RIAJ)         | Gold                                                                   | 50.000.000 |
| Spanien (Promusicae) | 2× Platin                                                              | 16.000.000 |
| Insgesamt            | 1× Gold · 6× Platin ·                                                  | 76.400.000 |

### Wild Wild Love
| Land/Region     | Auszeichnungen für Musikverkäufe (Land/Region, Auszeichnung, Verkäufe) | Verkäufe  |
| --------------- | ---------------------------------------------------------------------- | --------- |
| Dänemark (IFPI) | Gold                                                                   | 1.300.000 |
| Insgesamt       | 1× Gold ·                                                              | 1.300.000 |

### We Are One (Ole Ola)
| Land/Region          | Auszeichnungen für Musikverkäufe (Land/Region, Auszeichnung, Verkäufe) | Verkäufe  |
| -------------------- | ---------------------------------------------------------------------- | --------- |
| Dänemark (IFPI)      | Gold                                                                   | 1.300.000 |
| Spanien (Promusicae) | Gold                                                                   | 4.000.000 |
| Insgesamt            | 2× Gold ·                                                              | 5.300.000 |

### Fireball
| Land/Region          | Auszeichnungen für Musikverkäufe (Land/Region, Auszeichnung, Verkäufe) | Verkäufe  |
| -------------------- | ---------------------------------------------------------------------- | --------- |
| Spanien (Promusicae) | Gold                                                                   | 4.000.000 |
| Insgesamt            | 1× Gold ·                                                              | 4.000.000 |

## Statistik und Quellen
| Land/RegionAuszeichnungen für Musikverkäufe (Land/Region, Auszeichnungen, Verkäufe, Quellen) | Silber     | Gold         | Platin         | Diamant     | Verkäufe   | Quellen                           |
| -------------------------------------------------------------------------------------------- | ---------- | ------------ | -------------- | ----------- | ---------- | --------------------------------- |
| Australien (ARIA)                                                                            | —          | 7× Gold7     | 65× Platin65   | —           | 4.785.000  | aria.com.au                       |
| Belgien (BRMA)                                                                               | —          | 9× Gold9     | 2× Platin2     | —           | 195.000    | ultratop.be                       |
| Brasilien (PMB)                                                                              | —          | 4× Gold4     | 4× Platin4     | 3× Diamant3 | 1.080.000  | pro-musicabr.org.br               |
| Dänemark (IFPI)                                                                              | —          | 14× Gold14   | 25× Platin25   | —           | 1.160.000  | ifpi.dk                           |
| Deutschland (BVMI)                                                                           | —          | 11× Gold11   | 14× Platin14   | Diamant1    | 7.450.000  | musikindustrie.de                 |
| Finnland (IFPI)                                                                              | —          | 3× Gold3     | Platin1        | —           | 69.037     | ifpi.fi                           |
| Frankreich (SNEP)                                                                            | —          | Gold1        | 2× Platin2     | —           | 1.250.466  | infodisc.fr snepmusique.com       |
| Indien (IMI)                                                                                 | —          | —            | 3× Platin3     | —           | 18.000     | Einzelnachweise                   |
| Indonesien (ASIRI)                                                                           | —          | —            | Platin1        | —           | 10.000     | Einzelnachweise                   |
| Italien (FIMI)                                                                               | —          | 8× Gold8     | 21× Platin21   | —           | 985.000    | fimi.it                           |
| Japan (RIAJ)                                                                                 | —          | 7× Gold7     | 2× Platin2     | —           | 950.000    | riaj.or.jp JP2                    |
| Kanada (MC)                                                                                  | —          | 5× Gold5     | 58× Platin58   | —           | 4.640.000  | musiccanada.com                   |
| Mexiko (AMPROFON)                                                                            | —          | 20× Gold20   | 20× Platin20   | Diamant1    | 2.200.000  | amprofon.com.mx                   |
| Neuseeland (RMNZ)                                                                            | —          | 5× Gold5     | 43× Platin43   | —           | 1.162.500  | aotearoamusiccharts.co.nz NZ2 NZ3 |
| Niederlande (NVPI)                                                                           | —          | Gold1        | —              | —           | 25.000     | nvpi.nl                           |
| Norwegen (IFPI)                                                                              | —          | —            | 34× Platin34   | —           | 340.000    | ifpi.no                           |
| Österreich (IFPI)                                                                            | —          | 8× Gold8     | 4× Platin4     | —           | 235.000    | ifpi.at                           |
| Polen (ZPAV)                                                                                 | —          | 3× Gold3     | 4× Platin4     | —           | 130.000    | olis.pl                           |
| Portugal (AFP)                                                                               | —          | Gold1        | 2× Platin2     | —           | 25.000     | Einzelnachweise                   |
| Russland (NFPF)                                                                              | —          | —            | 2× Platin2     | —           | 400.000    | Einzelnachweise                   |
| Schweden (IFPI)                                                                              | —          | 3× Gold3     | 23× Platin23   | —           | 980.000    | sverigetopplistan.se              |
| Schweiz (IFPI)                                                                               | —          | 7× Gold7     | 14× Platin14   | —           | 605.000    | hitparade.ch                      |
| Singapur (RIAS)                                                                              | —          | 2× Gold2     | —              | —           | 10.000     | rias.org.sg                       |
| Spanien (Promusicae)                                                                         | —          | 9× Gold9     | 37× Platin37   | —           | 1.640.000  | elportaldemusica.es               |
| Südkorea (KMCA)                                                                              | —          | —            | —              | —           | 1.282.963  | Einzelnachweise                   |
| Ungarn (MAHASZ)                                                                              | —          | Gold1        | —              | —           | 3.000      | slagerlistak.hu                   |
| Vereinigte Staaten (RIAA)                                                                    | —          | 12× Gold12   | 78× Platin78   | 3× Diamant3 | 78.535.000 | riaa.com                          |
| Vereinigtes Königreich (BPI)                                                                 | 7× Silber7 | 3× Gold3     | 31× Platin31   | —           | 14.900.000 | bpi.co.uk                         |
| Insgesamt                                                                                    | 7× Silber7 | 144× Gold144 | 490× Platin490 | 8× Diamant8 |            |                                   |